# Altay Kulginov
Altay Seidiruly Kulginov (en kazajo: Altay Seydirulı Kölginov; 15 de enero de 1978, RSS de Kazajistán), es un estadista kazajo akim de la ciudad de Astaná.

## Vida
Altái Kulginov nació en 1978 en Turkestán. Estudió en su ciudad natal en la Universidad Ahmed Yesevi y obtuvo un título de abogado. También se graduó de la Academia de Administración Pública del presidente de la República de Kazajistán y la Universidad de Aberdeen, donde obtuvo una maestría en Derecho Comercial Internacional.
Comenzó su carrera en 2001 en la Oficina del Fiscal General de Kazajistán. En 2003 se convirtió en jefe adjunto de la Agencia de Servicio Civil y en 2007 fue transferido al Ministerio de Justicia de Kazajistán. Entre 2007 y 2008, fue director general adjunto de Asuntos Jurídicos en Alash Media Group. De 2010 a 2012 trabajó en la administración del Presidente de la República de Kazajistán. Desde febrero de 2012 hasta abril de 2013, ocupó el cargo de Diputado Äkim (Gobernador) de Kazajistán Occidental. El 4 de abril de 2013, fue nombrado alcalde de la ciudad de Oral. Desde el 26 de marzo de 2016, Kölginow era Akim del oeste de Kazajistán.
Desde el 13 de junio de 2019, es alcalde de la capital kazaja, Astaná.

### Salario
En agosto de 2016, se enviaron solicitudes a todos los akimats con una solicitud de revelar los salarios de los primeros líderes. El salario de los akim de la región del oeste de Kazajistán de Altái Kulginov ascendió a 742,527 tenge por mes (o $ 2,152 a razón de 345 tenge).

## Educación
- Universidad de Aberdeen, Gran Bretaña, Máster en el programa presidencial "Bolashak" - especialidad en derecho comercial internacional.
- La universidad internacional kazajo-turca lleva el nombre de Khoja Ahmed Yasawi

## Premios
- Medalla "25 años de independencia de la República de Kazajstán" (2016)
- Medalla "20 años de Astaná" (2018)

## Enlaces web
- Biografie von Altai Kölginow auf zakon.kz (ruso)